# 佐佐木龙雄
佐佐木龙雄（日语： Sasaki Tatsuo，1942年9月24日—），日本男子摔跤运动员。他曾代表日本参加世界摔跤锦标赛，获得一枚铜牌。他也曾参加1964年、1968年和1972年夏季奥林匹克运动会。